# 别叫我“赌神”
《別叫我“賭神”》（前名：《驕陽歲月》）是一部2023年香港劇情片，由潘耀明導演，莊文強編劇，黃斌監製，陳一奇、于冬、陳薈蓮、陳永雄出品人，周潤發、袁詠儀主演。

## 劇情
吹水輝（周潤發飾）為賭場常客，在賭桌上輸得身無分文。他和好友花叔（廖啟智飾）、表弟肥狗（白只飾）有一間小理髮店，但卻無法支持他的賭博嗜好。吹水輝的前女友李夕（袁詠儀飾）突然出現，要求他照顧「他們」的兒子李陽（柯煒林飾）一個月，並奉上酬金。見錢開眼的吹水輝敷衍了事接下了褓姆任務，才發現兒子是自閉症患者。獨居的吹水輝完全無法應付這兒子的特殊需求，父子關係日趨緊繃……隨著李陽逐漸展現出天賦，吹水輝也彷彿找到了人生目標，下定決心脫離過去的荒唐人生，陪伴兒子展翅圓夢。

## 演員
| 演員                      | 角色     | 備註 |
| 周潤發                    | 吳光輝   | 綽號「吹水輝」 理髮店老板之一 李夕之前夫，與其不和 李陽之生父 花叔、中sir之好友 肥狗之表哥 性格火爆，爛賭，後因李陽而決心戒賭                                                 |
| 袁詠儀                    | 李夕     | 單親母親 社工 吳光輝的前妻，與其不和 李陽之母 患有胃癌 最後病逝，並留下支票給吳光輝及李陽生活                                                                                 |
| 方中信                    | 中SIR    | 體育老師 理髮店常客 吳光輝、肥狗、花叔之好友 暗戀Angellia，後為情侶 |
| 廖啟智                    | 花叔     | 理髮店老板之一 娘娘腔 吳光輝、肥狗、中sir之好友 |
| 安志 （粵語配音：鄭保瑞） | 瑞哥     | 阿瑞 黑幫高層 所有黑幫也要對其敬佩的黑幫人物 曾為吳光輝的下屬，並在其店偷東西但其卻沒有報警而對其忠心                                                                         |
| 管鋈（少年）              | 瑞哥     | 阿瑞 黑幫高層 所有黑幫也要對其敬佩的黑幫人物 曾為吳光輝的下屬，並在其店偷東西但其卻沒有報警而對其忠心                                                                         |
| 黃德斌                    | 太子基   | 債主 常被吳光輝欠債而常對其拳打脚踢 後在一次去理髮店向吳光輝收債時被李陽打傷頭部，因此打傷吳光輝頭部，在打算打傷李陽頭部時因瑞哥出現解圍而放過其 角色名字取澳門地名筷子基諧音 |
| 白只                      | 肥狗     | 理髮店老板之一 吳光輝之表弟 花叔、中sir之好友 |
| 盧慧敏                    | Angellia | 註校社工 被中sir暗戀，後為情侶 |
| 柯煒林                    | 李陽     | 阿陽 患有自閉症 吳光輝、李夕之子 令吳光輝成功戒賭 |
| 徐嘉謙（童年，8歲）       | 李陽     | 阿陽 患有自閉症 吳光輝、李夕之子 令吳光輝成功戒賭 |
| 黃偉然（嬰兒）            | 李陽     | 阿陽 患有自閉症 吳光輝、李夕之子 令吳光輝成功戒賭 |
| 蔡一智                    | 葡撻     | 小混混 太子基之手下 |
| 王菀之                    | 按摩師傅 | 按摩院的員工 替吳光輝按摩（友情客串） |
| 方平                      |          | 澳門街醫生 |
| 黎彼得                    |          | 餐廳老闆 |

## 制作
本片早于2019年疫情前拍攝，周潤發亦在拍攝本片時弄傷頭部。大部分場景皆於澳門實地取景。為拍攝電影結尾部份,攝製隊更遠赴敦煌拍攝沙漠實景。

## 發行
電影籌拍時名《光輝歲月》，拍攝時命名《驕陽歲月》（Be Water, My Friend），發出首預告時已改名為《我不是賭神》（Salvation），到2021全國院線國產影片推介會上，官方正式釋出首款海報及預告片，而戲名就再三改名做《別叫我賭神》（One More Chance）。

## 宣傳
2023年6月10日，電影團隊於上海為電影宣傳，出席上海國際電影節。
2023年6月14日，電影主角周潤發、袁詠儀等於香港為電影宣傳，到髮型屋充當髮型師，為三對父子父女剪髮。

## 外部連結
- 香港影庫上《别叫我“赌神”》的資料（繁體中文）
- 豆瓣电影上《别叫我“赌神”》的資料 （简体中文）
- 開眼電影網上《别叫我“赌神”》的資料（繁體中文）
- Yahoo奇摩電影上《别叫我“赌神”》的資料（繁體中文）
- 互联网电影数据库（IMDb）上《别叫我“赌神”》的资料（英文）